# Dokaor Toongtong
Dokaor Toongtong (tiếng Thái: ดอกอ้อ ทุ่งทอง, 23 tháng 9 năm 1977 -) Là một ca sĩ nữ Thái Lan. Bài hát nổi tiếng của cô là Ock huck wan hae thien (อกหักวันแห่เทียน), Boer thro jao choo (เบอร์โทรเจ้าชู้)

## Tiểu sử
Sinh ngày 23 tháng 9 năm 1977 tại Ubolratchathani Thái Lan .Cô là con gái lớn của 5 anh chị em của Samran và Sa-nga bunmee. Chị cô hãy là một ca sĩ cùng là Karntong thungngoen

## Sự nghiệp âm nhạc
Cô gia nhập ngành giải trí từ một nhãn hiệu âm nhạc nghệ sĩ Grammy gold trong năm 2003 Cô phát hành đĩa đơn đầu tiên là Ock huck wan hae thien (อกหักวันแห่เทียน) Phát hành cùng năm cô gia nhập ngành giải trí Và cô ấy phát hành đĩa đơn thứ hai Boer thro jao choo (เบอร์โทรเจ้าชู้) thành phần hoạt động của Sala khunnawuth Mà hoạt động là một thể loại nhạc Lukthung morlam hình thức áp dụng điều đó khiến cô ấy rất nổi tiếng. Phát hành năm 2006 Và cô ấy có nhiều tác phẩm nổi tiếng khác nhu la Khor kwam nai meu theu (ข้อความในมือถือ), Khor yeun khieng khang (ขอยืนเคียงข้าง), Mia kao (เมียเก่า), Ruck phai phae thee kaeng sapheu (รักพ่ายที่แก่งสะพือ)

## Danh sách đĩa hát

### Studio Album
- 2003 - อกหักวันแห่เทียน (Ock huck wun hae thien)
- 2006 - เบอร์โทรเจ้าชู้ (Boer thro jao choo)

### Single
- 2014 - เมียเก่า (Mia kao)
- 2017 - โหดเลวดี (Hod leo dee)
- 2018 - รักพ่ายที่แก่งสะพือ (Ruck phai thee kaeng sapheu)
- 2019 - ดอกอ้อวอนแฟน (Dok aor won fan)

### Album đặc biệt
- 2007 - Album đặc biệt คู่ฮักคู่อ้อน หนุ่มบ้านเฮา สาวโรงงาน (Khu huck khu aorn Noom barn hao Sao rong ngan) với Sorn sinchai
- 2011 - Album đặc biệt คู่ฮักคู่อ้อน ชุดที่ 2 (Khu huck khu orn 2) với Sorn sinchai
- 2012 - Album đặc biệt เอื้อย-น้อง-ร้องลำ (Euai nong ronglam) với Karntong thungngoen
- 2013 - Album đặc biệt มัน ม่วน แซ่บ (Mun muan saeb) với Sorn sinchai, Karntong thungngoen
- 2014 - Album đặc biệt มัน ม่วน แซ่บ 2 (Mun muan saeb 2) với Sorn sinchai, Karntong thungngoen, Lumyong nonghinhao, Somboon parkfai, Yinglee srichumphol
- 2015 - Album đặc biệt มัน ม่วน แซ่บ 3 (Mun muan saeb 3) với Sorn sinchai, Karntong thungngoen, Lumyong nonghinhao, Somboon parkfai
- 2017 - Album กีตาร์หวาน อีสานสะออน ชุดที่ 1 (Guitar warn Isan saorn 1) Cùng với Sorn sinchai, Karntong thungngoen, Monkhaen kaenkhoon, Khaothip thidadin, Maithai jaitawan, Ekkaphol montrakarn
- 2017 - Album กีตาร์หวาน อีสานสะออน ชุดที่ 2-3 (Guitar warn Isan saorn 2-3) Cùng với Sorn sinchai, Karntong thungngoen, Khaothip thidadin, Maithai jaitawan, Ekkaphol montrakarn

## Danh sách phim

### Phim dài tập trên TV
- 2019 - สาวน้อยร้อยล้านวิว (Sao noi roi larn view) Channel One 31